# 弘光科技大學站
24°10′59″N 120°35′35″E / 24.18306°N 120.59306°E
弘光科技大學站是位於臺灣臺中市沙鹿區弘光科技大學前的臺灣大道幹線公車站。2014年7月27日啟用時，為台中BRT藍線車站，2015年7月8日轉型為臺灣大道幹線公車站。

## 車站歷史
施工期間，弘光科技大學校方曾認為此站因站體大而阻礙視線，導致校門口前車禍暴增，為此曾要求政府考慮遷站。
- 2014年7月27日：正式啟用。
- 2015年6月11日：拆除第二月台欄杆。
- 2015年7月8日：臺中市快捷巴士系統廢除後，原藍線車站改為臺中市公車臺灣大道幹線的公車站，有臺中市公車300路、301路、302路、303路、304路、305路、306路、307路、308路停靠本站。[3]
- 2017年5月26日：增停機場接駁公車A2路。[4]
- 2017年7月7日：增停309路公車。[5] [6]

## 車站概要
車站位於臺灣大道五段，弘光科大門口地面，於2014年7月27日正式啟用，為地面車站。

## 車站結構

### 車站車道配置
| 慢車道           | 臺灣大道六段                      |
| 側式月台（西行） |                                   |
| 公車專用車道     | ← 駛往靜宜大學方向（晉江寮站）    |
| 快車道           | 臺灣大道六段                      |
| 快車道           | 臺灣大道六段                      |
| 公車專用車道     | →駛往臺中火車站方向（正英路站） → |
| 側式月台（東行） |                                   |
| 慢車道           | 臺灣大道六段                      |

### 車站出入口
弘光科技大學站為兩座地面車站，單向共1處出口，雙向共2處。
- 東行站（往臺中火車站方向）出口設置位置：弘光科技大學大門對面。
- 西行站（往靜宜大學方向）出口設置位置：弘光科技大學大門旁。

## 車站週邊
- 弘光科技大學
- 臺中捷運藍線弘光科大站(規劃中)

## 慢車道公車轉乘資訊
- 弘光科技大學：68延、68延繞、167、326、353、659

## 腳註
1. ↑  . 東森新聞雲. 2014-05-11  [2014-09-04]. （原始内容存档于2019-11-28）.
2. ↑  . 自由時報. 2014-05-11  [2014-09-04]. （原始内容存档于2019-11-28）.
3. ↑  公共運輸處於6月18日公佈優化公車專用道9條公車路線圖 （页面存档备份，存于），臺中市交通局，2015-06-22
4. ↑  .   [2017-07-09]. （原始内容存档于2017-07-03）.
5. ↑  .   [2017-07-09]. （原始内容存档于2017-07-07）.
6. ↑  .   [2017-07-09]. （原始内容存档于2017-07-20）.